# Wasservögel (Film)
Wasservögel ist ein US-amerikanischer Kurzfilm von Ben Sharpsteen aus dem Jahr 1952.

## Handlung
Der Film stellt verschiedene Wasservögel und deren Eigenarten vor. Nach dem Porträt der Tölpel, die Zugvögel sind, an Klippen im Sankt-Lorenz-Strom brüten und so eindrucksvoll wie waghalsig nach Heringen tauchen, werden die Seeschwalben am Golf von Mexiko gezeigt. Es folgt das Brutverhalten der Feenseeschwalben und der Pelikane, die ihr Nest im Sand bauen. Auch die Brautwerbung verschiedener Wasservögel wird gezeigt. Die Brautentenerpel beeindrucken mit buntem Federkleid, der Fregattvogel mit seinem roten Kehlsack und das Blesshuhn durch den Kampf um das Weibchen. Die Reiher hingegen führen wie auch die Rothalstaucher eindrucksvolle Tänze auf dem Wasser auf.
Ein weiterer Blick geht zur Nahrungsaufnahme. Spießenten tauchen eher oberflächlich nach Nahrung, Schwarzkinn-Ruderenten gründeln schon etwas tiefer und werden bei der Futtersuche noch vom Kormoran überboten, der in weitere Tiefen vordringt. Das Teichhuhn findet Nahrung zwischen und unter Wasserlilien, wozu neben dem Schnabel auch die charakteristischen Fußpartien hilfreich sind. Diverse Vögel und ihre Schnabelformen sowie der Nutzen ebendieser Schnabelformen werden vorgestellt, darunter der Amerikascherenschnabel, der Löffelreiher und der Säbelschnäbler. Danach folgt ein kurzer Blick auf das Verhalten der Vögel zu ihren Jungtieren und der Schutz, den sie ihnen gewähren. Von der Wasseramsel, die an reißenden Strömen brütet und Nahrung unter Wasser sucht, obwohl sie weder tauchen, noch schwimmen kann, geht es weiter zu den Wasservögeln der Tropen. Unter anderem werden der Flamingo, sein Schnabel und sein Brutverhalten, sowie der Rauchgraue Albatros und dessen Verhalten, die Eier vor Wärme zu schützen, gezeigt. Es folgt eine Rhapsodie der Wasservögel.

## Produktion
Der in Technicolor gedrehte Film Wasservögel entstand als Teil der Dokumentarkurzfilmreihe Entdeckungsreisen im Reiche der Natur. Disney arbeitete dabei mit der National Audubon Society und dem Denver Museum of Nature and Science zusammen. Die Animation des Vorspanns schufen John Hench und Joshua Meador. Sprecher des Films ist Winston Hibler. Wasservögel wurde am 26. Juni 1952 veröffentlicht und erschien 2012 auf der Disney-Dreier-DVD Naturfilm-Klassiker.

## Auszeichnungen
Wasservögel wurde 1953 mit einem Oscar in der Kategorie „Bester Kurzfilm (zwei Filmrollen)“ ausgezeichnet. Zudem erhielt er 1954 eine BAFTA-Nominierung als Bester Dokumentarfilm.